# El Refugio de los Sauces
El Refugio de los Sauces es una localidad del estado mexicano de Guanajuato. Es parte del municipio de Silao de la Victoria.

## Demografía
| Gráfica de evolución demográfica |
|                                  |

| Censo | Población |
| ----- | --------- |
| 1900  | 86        |
| 1910  | 150       |
| 1921  | 104       |
| 1930  | 181       |
| 1940  | 153       |
| 1950  | 198       |
| 1960  | 289       |
| 1970  | 373       |
| 1980  | 539       |
| 1990  | 537       |
| 2000  | 821       |
| 2010  | 1 360     |
| 2020  | 1 311     |